# Wiktor Chriapa
Wiktor Władimirowicz Chriapa (ros. Виктор Владимирович Хряпа; (ur. 3 sierpnia 1982 w Kijowie) – rosyjski koszykarz, grający na pozycjach niskiego lub silnego skrzydłowego.

## Osiągnięcia
Na podstawie, o ile nie zaznaczono inaczej.

### Klubowe
- Mistrz:
  - Euroligi (2008, 2016)
  - Zjednoczonej Ligi VTB (2010, 2012–2018)
  - Rosji (2003, 2004, 2008–2014)
- Wicemistrz:
  - Euroligi (2009, 2012)
  - ligi VTB (2011)
- Brąz Euroligi (2010, 2013, 2015, 2017)
- 4. miejsce w Eurolidze (2014)
- Zdobywca Pucharu Rosji (2010)

### Indywidualne
- MVP:
  - Zjednoczonej Ligi VTB (2010)
  - Final Four Zjednoczonej Ligi VTB (2013)
  - Playoffs rosyjskiej PBL (2011)
  - Pucharu Rosji (2010)
  - 2 spotkania play-off Euroligi (2013)
- Rosyjski zawodnik roku VTB (2013)
- Zaliczony do:
  - I składu Euroligi (2010)
  - II składu:
    - Euroligi (2013, 2014)
    - rosyjskiej ligi PBL (2012)

  - Galerii Sław VTB (2019)[3]
- Obrońca Roku Euroligi (2010)
- Uczestnik meczu gwiazd VTB (2017)[4]
- Lider
  - Euroligi w:
    - zbiórkach (2013)
    - przechwytach (2010)

  - ligi VTB w[5]:
    - asystach (2010)
    - przechwytach (2010)

  - ligi rosyjskiej w:
    - zbiórkach (2009, 2010, 2013)
    - przechwytach (2010)
- Największy postęp ligi rosyjskiej (2001)

### Reprezentacja
- Mistrz Europy (2007)
- Brązowy medalista:
  - mistrzostw Europy (2011)
  - olimpijski (2012)
- Uczestnik:
  - mistrzostw świata (2002 – 10. miejsce). Powołany w 2010 roku (7. miejsce), nie wystąpił z powodu kontuzji
  - Eurobasketu (2003 – 8. miejsce, 2005 – 8. miejsce, 2007, 2011)
  - igrzysk olimpijskich (2008 – 9. miejsce, 2012)
  - Eurobasketu U–18 (2000 – 6. miejsce)
  - Eurobasketu U–20 (2002 – 4. miejsce)